# Fången på Zenda

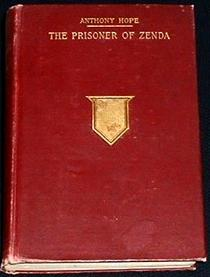
Andra utgåvan av The Prisoner of Zenda, utgiven 1895.

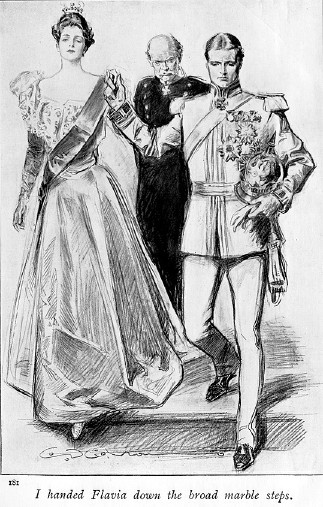
Illustration av Charles Dana Gibson från 1898 års utgåva.

Fången på Zenda (originaltitel: The Prisoner of Zenda) är en äventyrsroman av Anthony Hope som publicerades första gången 1894.

## Handling
Romanen handlar om en man, Rudolf Rassendyll, som råkar vara väldigt lik kungen av Ruritanien, kung Rudolf som har rött hår och en lång näsa. När kungen kidnappas dagen före kröningen, av sin halvbror hertig Michael, måste Rassendyll tillfälligt spela kung.
Rudolf Rassendyll är en ung engelsman som reser till Ruritanien, som kanske ligger någonstans mellan Sachsen och Böhmen, för att bevittna kröningen av kung Rudolf V. Under sitt besök i huvudstaden Strelsau råkar han ha en slående likhet med kungen. När kungen plötsligt blir förgiftad på kvällen före kröningen, får Rudolf Rassendyll i hemlighet ta hans plats för att undvika politisk oro och uppror. Den riktige kungen visar sig vara bortförd i sin sömn.
Rudolf Rassendyll måste hantera farliga intriger och komplicerade relationer i sitt försök att upprätthålla illusionen av att vara kungen. Han blir snabbt involverad i en kärlekstriangel med kungens blivande drottning, prinsessan Flavia, och hennes kusin, den ondskefulle prins Michael. Rudolf måste navigera genom politiska intriger, konspirationer och farliga dueller för att rädda sig själv och upprätthålla stabiliteten i Ruritania. Både Rudolf och kungen överlever historien. 
"Fången på Zenda" är en spännande äventyrsroman som innehåller element av romantik, politik och intrig. Den utforskar teman som identitet, mod och lojalitet. Romanen har inspirerat och influerat många senare verk inom äventyrs- och ädla rövargenrer och betraktas som en klassiker inom sin genre.

## Filmatiseringar i urval
Romanen har filmatiserats flera gånger:
- Fången på Zenda (film, 1922), i regi av Rex Ingram
- Fången på Zenda (film, 1937), med Ronald Colman och David Niven
- Fången på Zenda (film, 1952), med Stewart Granger och James Mason
- Fången på Zenda (film, 1979), med Peter Sellers, Lynne Frederick och Simon Williams